# Kungseken, Uppsala

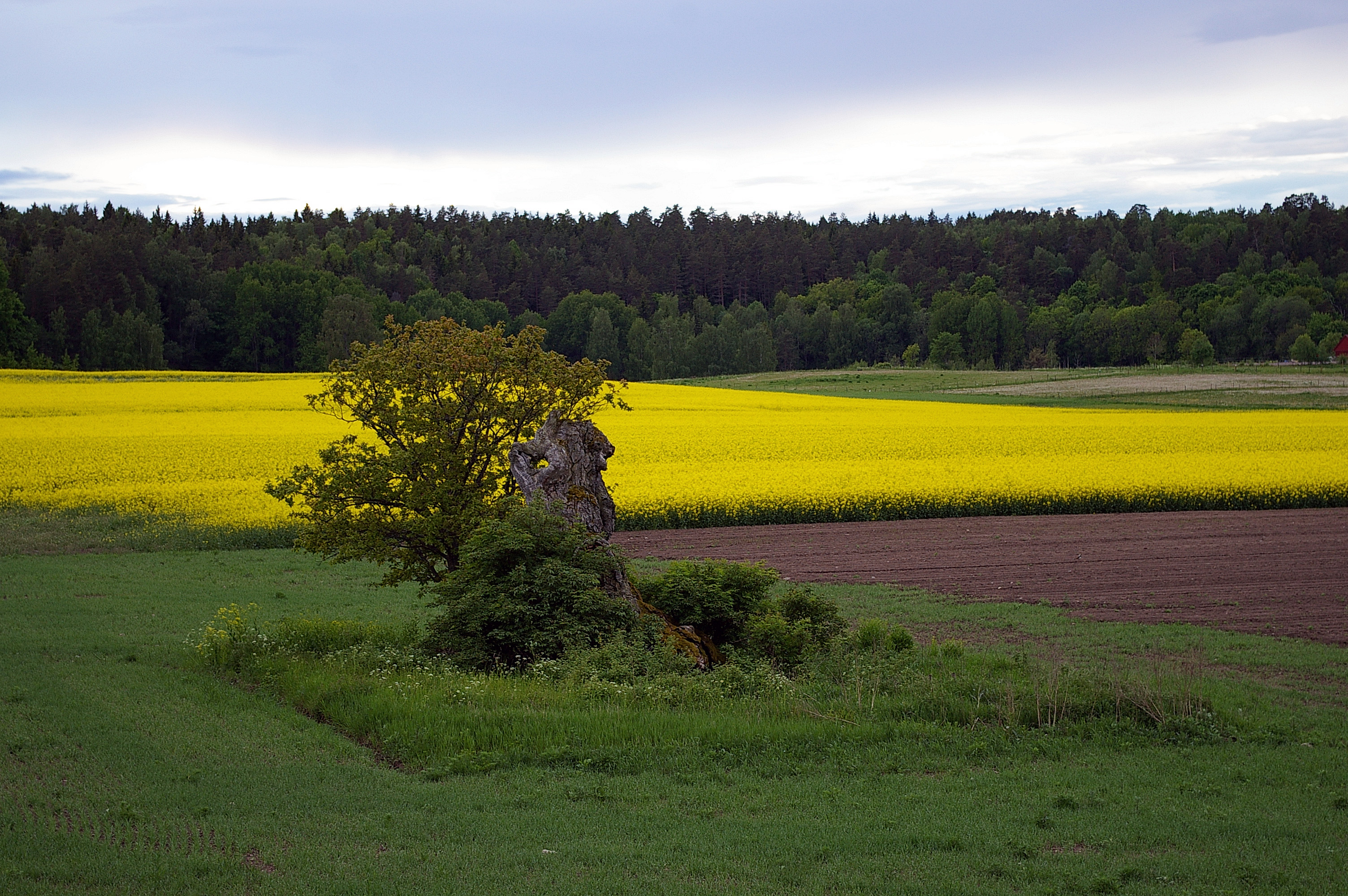
Kungseken i Uppsala

Kungseken kallas den 700-åriga eken strax söder om Flottsund i Uppsala. Numera finns bara den ihåliga stammen kvar av trädet. Det sägs att Gustav Vasa en gång stannade till i skuggan under eken efter en ridtur och att Erik XIV skall ha vilat ut där efter mordet på sturarna.
När eken var ung på 1200- eller 1300-talet gick Östersjöns vikar ända upp till platsen. Många trafikanter har på 1900-talet sett eken eftersom den står intill den gamla huvudvägen (numera länsväg 255) mellan Stockholm och Uppsala. Rutger Sernander behandlade 1929 i en skrift eken ur kulturhistorisk och folkloristisk synvinkel. Denna ek sägs vara förlaga för Sparbankens välbekanta Sparek. 
1962 slängde några ungdomar fimpar inuti eken varvid den tog eld och nästan eliminerades helt. Endast några grenar blev kvar. Den knäcktes slutligen vid stormar och torka 1967 och 1969. En ny liten ek planterades 13 maj 1980 intill skelettet av den ursprungliga eken av dåvarande landshövding Ragnar Edenman.